# Nhà Ipatiev

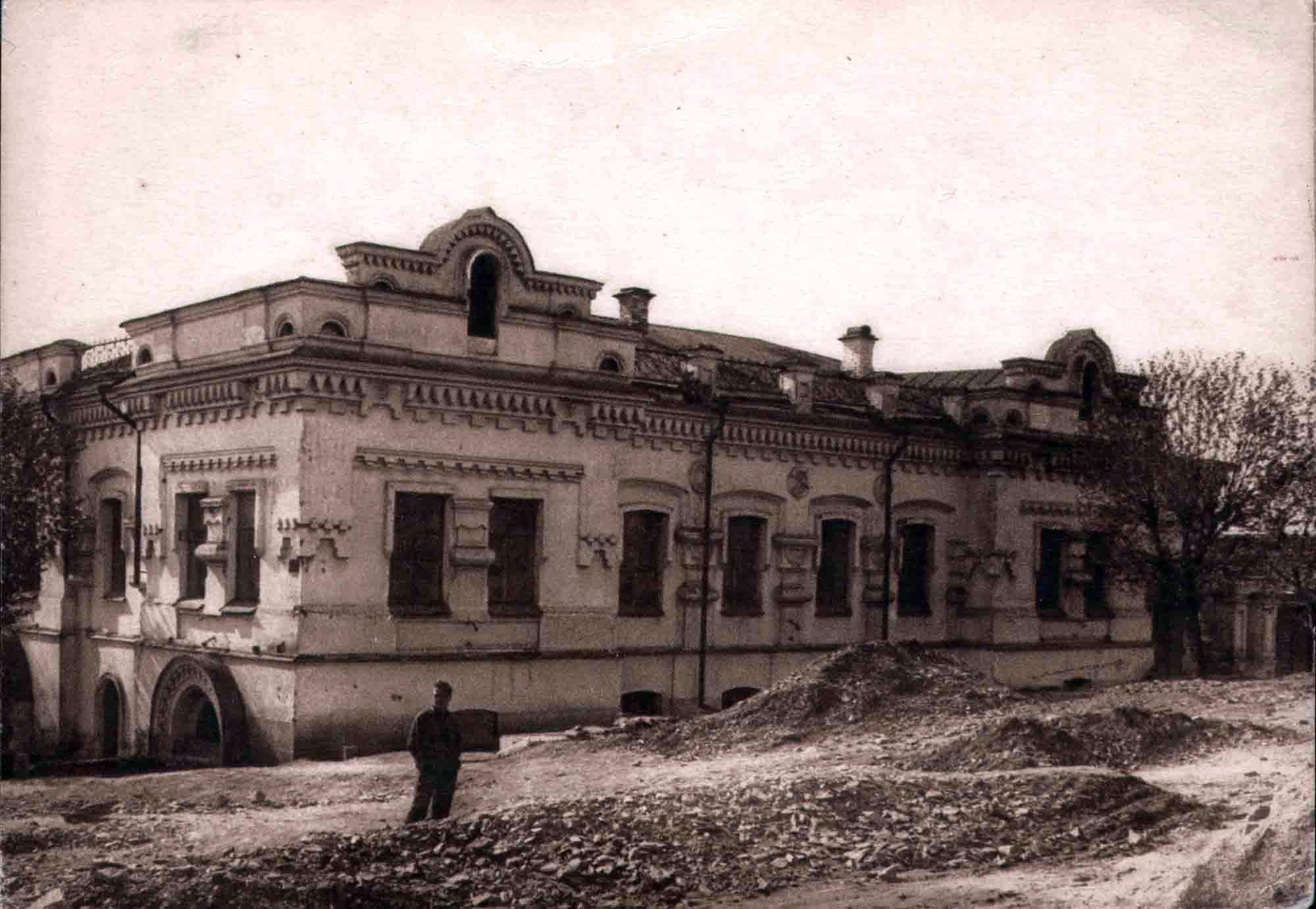
Nhà Ipatiev, Yekaterinburg, (sau là Sverdlovsk) năm 1928

Nhà Ipatiev (tiếng Nga: Дом Ипатьева) là nhà của một thương gia ở Yekaterinburg (sau đổi tên thành Sverdlovsk), nơi cựu Sa hoàng Nikolai II của Nga (1868-1918, trị vì 1894-1917), gia đình ông và những người hầu bị xử tử  vào tháng 7 năm 1918 sau Cách mạng tháng Mười. Tên của nó giống hệt với Tu viện Ipatiev ở Kostroma, nơi các thành viên nhà Romanov lên ngôi. Để kỷ niệm 60 năm các cuộc cách mạng Nga, nó đã bị phá hủy vào năm 1977 theo lệnh của Bộ Chính trị Đảng Cộng sản Liên Xô cho chính phủ cộng sản địa phương, gần 59 năm sau cuộc hành quyết của gia đình Romanov và 14 năm trước giải thể Liên Xô vào năm 1990-1991.

## Lịch sử

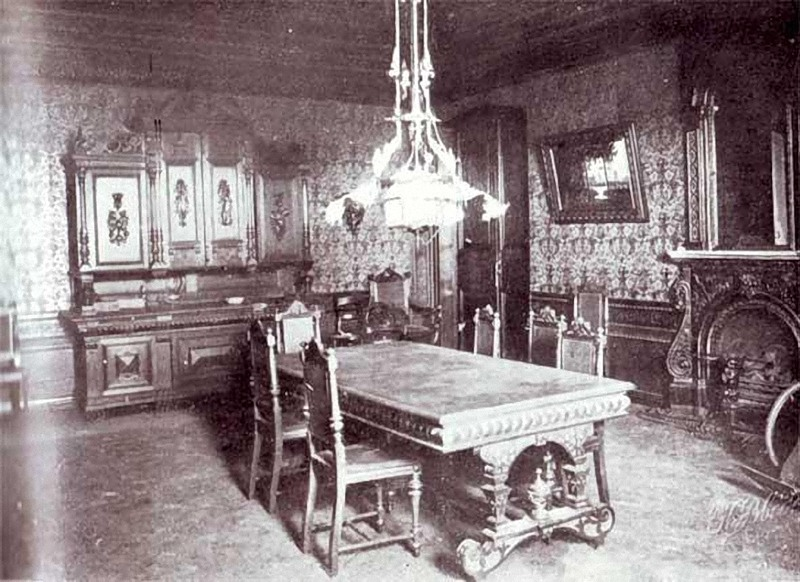
Phòng ăn, trong hình là cửa phòng của các nữ đại công tước trong Nhà Ipatiev (1918)

Vào những năm 1880, Ivan Redikortsev, một quan chức liên quan đến ngành khai thác mỏ, đã ủy thác một ngôi nhà hai tầng được xây dựng trên sườn của một ngọn đồi nổi bật. Chiều dài của mặt tiền là 31 mét. Năm 1898, dinh thự được bán lại cho Sharaviev, một đại lý vàng danh tiếng. Mười năm sau, ngôi nhà được mua lại bởi Nikolai Nikolayevich Ipatiev, một kỹ sư quân sự, người đã biến tầng trệt thành văn phòng của mình.
Theo các cơ sở thông tin là do Pyotr Voykov cung cấp, Ipatiev đã bị triệu tập đến văn phòng của Liên Xô tại Ural vào cuối tháng 4 năm 1918 và ra lệnh bỏ trống cái được gọi là "Ngôi nhà của mục đích đặc biệt".

### Việc gia đình Hoàng gia bị giam lỏng và bị xử tử
Gia đình Romanov chuyển đến vào ngày 30 tháng 4 năm 1918 và ở trong nhà 78 ngày. Gia đình này bao gồm Sa hoàng Nikolai II, vợ ông, Alix của Hessen và Rhein, con trai của họ và người thừa kế Alexei, năm người con của họ, bác sĩ Yevgeny Botkin, hầu nữ Anna Demidova, đầu bếp Ivan Kharitonov, và người phục vụ Alexei Trupp. Họ ở bốn phòng ở phía trên của nhà Ipatiev, trong khi những người canh gác họ thì ở tầng trệt. Từ đầu tháng 7, chỉ huy của đội bảo vệ này đã được Yakov Yurovsky, một thành viên cấp cao của Liên Xô tại Ural tiếp quản
Những người bị giam lỏng được phép tập thể dục ngắn hàng ngày trong một khu vườn kín. Tuy nhiên, các cửa sổ vào phòng của họ đã được sơn lại và chúng được cách ly với bên ngoài. Một hàng rào bằng gỗ cao được xây dựng xung quanh chu vi bên ngoài của ngôi nhà, đóng cửa nó khỏi đường phố.
Khoảng nửa đêm ngày 16 tháng 7 năm 1918, Chỉ huy Yurovsky bước vào phòng tầng hai của Bác sĩ Botkin, người đã thức dậy và viết một lá thư. Botkin bị yêu cầu phải đánh thức gia đình Hoàng gia và ba người hầu còn lại của họ, để cả nhóm có thể được sơ tán khỏi Yekaterinburg. Lý do được đưa ra là các lực lượng quân đội chống Sa hoàng và những người xã hội dân chủ ôn hòa trong cuộc Nội chiến Nga năm 1918-1921, đang ở gần thành phố và đang nổ súng trên đường.
Sau khi mất khoảng nửa giờ để mặc quần áo và đóng gói, gia đình Romanov, Botkin và ba người hầu được dẫn xuống một cầu thang vào sân trong của ngôi nhà, và từ đó đi qua một tầng trệt vào một căn phòng nhỏ ở tầng hầm mặt sau của tòa nhà. Ghế được đến cho Thái tử Alexei vàAlix theo yêu cầu của Sa hoàng. Những người còn lại đứng ở phía sau và sang một bên của cặp ngồi.
Sau một thời gian, Yurovsky và một nhóm người có vũ trang bước vào phòng dưới tầng hầm qua cánh cửa đôi. Ivan Plotnikov, giáo sư lịch sử tại Đại học bang Ural Maksim Gorky, có giả thuyết rằng những kẻ hành quyết là Yakov Yurovsky, G. P. Nikulin, M. A. Medvedev (Kudrin), Peter Ermakov, S. P. Vaganov, A. G. Kabanov, P. S. Medvedev, V. N. Netrebin, Y. M. Tselms. Ba người Latvia đã từ chối vào phút cuối để tham gia vào vụ hành quyết.
Yurovsky nói ngắn gọn về việc những người thân của nhà Romanov đã cố gắng cứu họ, rằng nỗ lực này đã thất bại và Liên Xô hiện đang có nghĩa vụ bắn chết tất cả. Anh ta và đội của anh ta sau đó nổ súng bằng súng lục vào gia đình và những người hầu.
Số lượng người chen chúc vào một khu vực tương đối nhỏ dẫn đến một cuộc tàn sát không hiệu quả và lộn xộn. Các con của họ và người hầu nữ có kim cương và đồ trang sức giấu được may vào trong quần áo và gối, làm chệch hướng nhiều viên đạn. Phải mất từ hai mươi đến ba mươi phút trước khi tất cả bị giết.

### Phá hủy

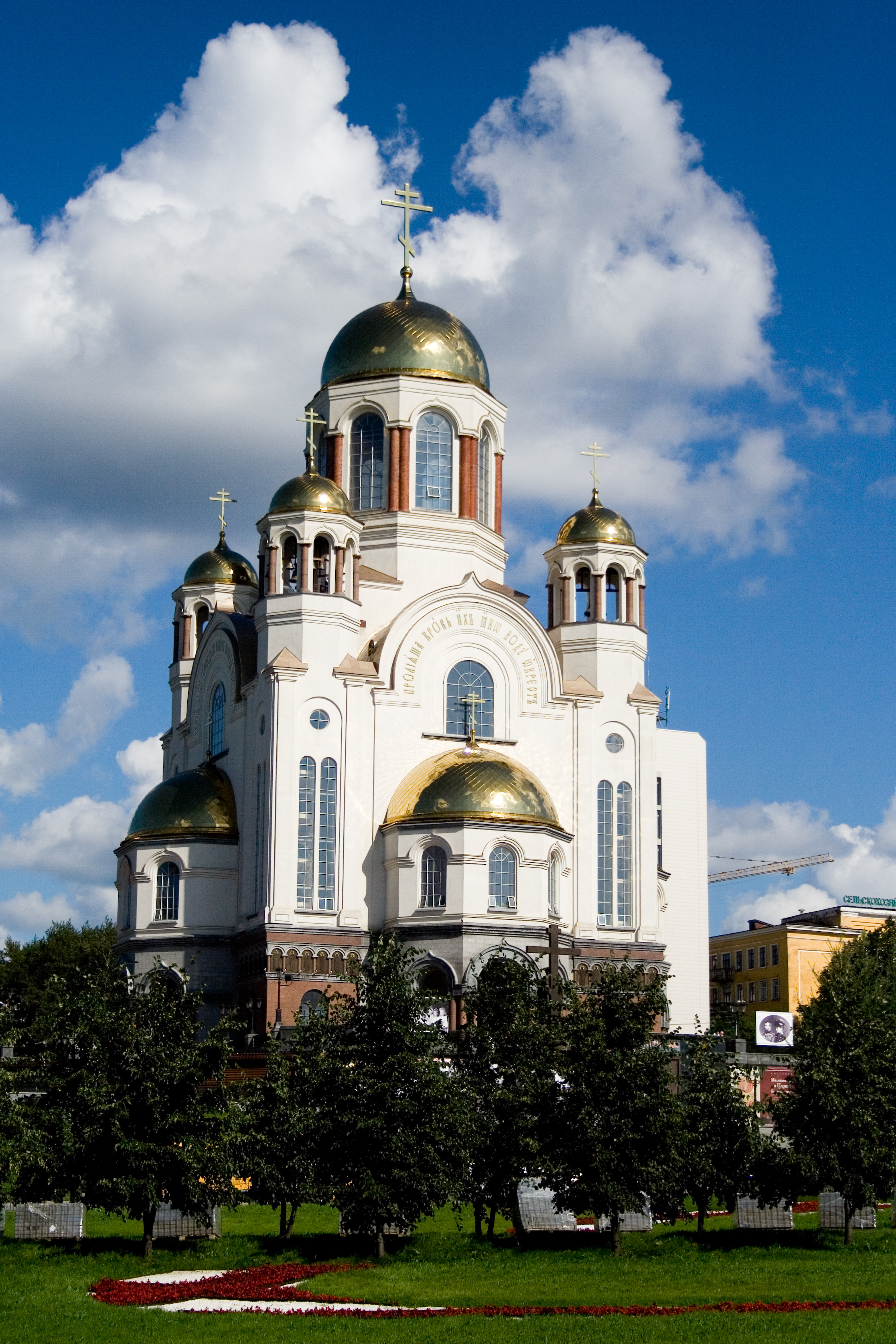
Nhà thờ Máu của Yekaterinburg, được xây dựng thay thế cho Nhà Ipatiev.

Ngay từ năm 1923, những bức ảnh của ngôi nhà có hàng rào đã được phổ biến trên báo chí Liên Xô dưới cái tên "cung điện cuối cùng của Sa hoàng cuối cùng". Năm 1927, ngôi nhà được chỉ định là một chi nhánh của Bảo tàng Cách mạng Ural. Sau đó, nó trở thành một trường nông nghiệp vào năm 1938 như một bảo tàng chống tôn giáo. Trong giai đoạn này, nó như là một phong tục cho bên apparatchiks đến trong các nhóm lớn, đặt ra trước khi bức tường đạn bị hư hỏng của hầm khi cựu Sa hoàng và gia đình ông đã bị sát hại. Năm 1946, nó được tiếp quản bởi Đảng Cộng sản địa phương. Năm 1974, nó chính thức được liệt kê là một Di tích Lịch sử-Cách mạng. Tuy nhiên, trước sự bối rối của chính phủ, nó đã dần trở thành một nơi hành hương cho những người muốn tôn vinh ký ức của gia đình hoàng gia.
Năm 1977, khi kỷ niệm sáu mươi năm Cách mạng Nga đến gần, Bộ Chính trị quyết định hành động, tuyên bố rằng ngôi nhà không có "ý nghĩa lịch sử đủ" và ra lệnh phá hủy. Nhiệm vụ được giao cho ông Vladimir Yeltsin, chủ tịch đảng địa phương, người đã phá hủy ngôi nhà vào tháng 9 năm 1977. Sau đó, ông đã viết trong hồi ký của mình, xuất bản năm 1990, rằng "sớm hay muộn chúng ta sẽ xấu hổ vì sự man rợ này". Tuy nhiên, bất chấp hành động này, những người hành hương vẫn đến, thường trong bí mật và vào ban đêm, để lại những dấu hiệu tưởng nhớ trên khu đất trống. Sau khi Liên Xô tan rã hoàn thành vào năm 1991, Nhà thờ Máu, một trong những nhà thờ lớn nhất ở Nga, được xây dựng trên một phần của địa điểm.

## Nơi đặt thánh giá
Ở một bên của nhà thờ, có một cây thánh giá chính thống đánh dấu vị trí xử tử của gia đình Romanov. Ngay cả trong thời đại Xô Viết, đã có những cây thánh giá trong khu vực đó, nhưng nó đã thay đổi theo thời gian. Các thập giá khác nhau sẽ được thay thế bằng một cái mới khi năm tháng trôi qua. Một cấu trúc nhỏ bằng gỗ cuối cùng đã được xây dựng phía sau thập giá và vẫn còn đứng gần nhà thờ ngày nay; nó có thể được nhìn thấy trong hình bên phải

## Trong văn học và kịch
Ngôi nhà trở thành bối cảnh cho hai vở kịch: Yekatery (tựa đề là phiên bản La Mã hóa xen kẽ của Yekaterinburg) và Ngôi nhà của mục đích đặc biệt (Heidi Thomas, 2009). Cả hai vở kịch đều có nội dung đối phó với thời gian bị giam cầm trong Nhà Ipatiev và những người giám sát họ.